# 斜帶三角夜蛾
斜帶三角夜蛾（學名：Chalciope mygdon）是夜蛾科下的一種蛾。

## 外部連結
- Species info （页面存档备份，存于）